# Tréon
Tréon és un municipi francès, situat al departament de l'Eure i Loir i a la regió de Centre – Vall del Loira. L'any 2007 tenia 1.309 habitants.

## Demografia

### Població
El 2007 la població de fet de Tréon era de 1.309 persones. Hi havia 494 famílies, de les quals 85 eren unipersonals (35 homes vivint sols i 50 dones vivint soles), 189 parelles sense fills, 197 parelles amb fills i 23 famílies monoparentals amb fills.
La població ha evolucionat segons el següent gràfic:
Habitants censats

### Habitatges
El 2007 hi havia 540 habitatges, 495 eren l'habitatge principal de la família, 27 eren segones residències i 19 estaven desocupats. 510 eren cases i 29 eren apartaments. Dels 495 habitatges principals, 389 estaven ocupats pels seus propietaris, 103 estaven llogats i ocupats pels llogaters i 3 estaven cedits a títol gratuït; 6 tenien una cambra, 25 en tenien dues, 51 en tenien tres, 146 en tenien quatre i 267 en tenien cinc o més. 393 habitatges disposaven pel capbaix d'una plaça de pàrquing. A 184 habitatges hi havia un automòbil i a 277 n'hi havia dos o més.

### Piràmide de població
La piràmide de població per edats i sexe el 2009 era:
| Homes | Edats   | Dones |
| ----- | ------- | ----- |
| 0     | 95 o +  | 0     |
| 0     | 90 a 94 | 4     |
| 0     | 85 a 89 | 16    |
| 4     | 80 a 84 | 0     |
| 8     | 75 a 79 | 8     |
| 8     | 70 a 74 | 24    |
| 28    | 65 a 69 | 28    |
| 12    | 60 a 64 | 12    |
| 32    | 55 a 59 | 32    |
| 84    | 50 a 54 | 68    |
| 56    | 45 a 49 | 84    |
| 56    | 40 a 44 | 48    |
| 32    | 35 a 39 | 48    |
| 56    | 30 a 34 | 32    |
| 44    | 25 a 29 | 20    |
| 32    | 20 a 24 | 12    |
| 72    | 15 a 19 | 48    |
| 68    | 10 a 14 | 56    |
| 20    | 5 a 9   | 40    |
| 12    | 0 a 4   | 16    |

## Economia
El 2007 la població en edat de treballar era de 902 persones, 668 eren actives i 234 eren inactives. De les 668 persones actives 612 estaven ocupades (324 homes i 288 dones) i 56 estaven aturades (25 homes i 31 dones). De les 234 persones inactives 108 estaven jubilades, 68 estaven estudiant i 58 estaven classificades com a «altres inactius».

### Ingressos
El 2009 a Tréon hi havia 507 unitats fiscals que integraven 1.403 persones, la mediana anual d'ingressos fiscals per persona era de 19.773 €.

### Activitats econòmiques
Dels 40 establiments que hi havia el 2007, 2 eren d'empreses alimentàries, 2 d'empreses de fabricació d'altres productes industrials, 11 d'empreses de construcció, 2 d'empreses de comerç i reparació d'automòbils, 4 d'empreses d'hostatgeria i restauració, 1 d'una empresa financera, 2 d'empreses immobiliàries, 2 d'empreses de serveis, 9 d'entitats de l'administració pública i 5 d'empreses classificades com a «altres activitats de serveis».
Dels 21 establiments de servei als particulars que hi havia el 2009, 1 era un taller de reparació d'automòbils i de material agrícola, 1 paleta, 1 guixaire pintor, 3 fusteries, 5 lampisteries, 2 electricistes, 2 perruqueries, 3 restaurants, 2 agències immobiliàries i 1 saló de bellesa.
Dels 2 establiments comercials que hi havia el 2009, 1 era una botiga de menys de 120 m² i 1 una fleca.
L'any 2000 a Tréon hi havia 5 explotacions agrícoles.

## Equipaments sanitaris i escolars
L'únic equipament sanitari que hi havia el 2009 era una farmàcia.
El 2009 hi havia 1 escola maternal i 1 escola elemental.

## Poblacions més properes
El següent diagrama mostra les poblacions més properes.